# Sørlandet
Sørlandet er en landsdel med 	316.452 indb. (2023), der omfatter begge Agder-fylker. Det er den sydligste af Norges fem landsdele. Navnet Sørlandet blev opfundet af Vilhelm Krag i 1902.
I 2002 havde de to Agder-fylker en omfattende markering af deres 100-års-jubilæum som landsdel, og afholdt gennem ni måneder en række kulturarrangementer med megen festivitas. Arrangementet blev kaldt Sørlandet i 100.
Agder er et gammelt navn på næsten den samme region, men Agder var ingen landsdel, men grænselandet mellem Østlandet og Vestlandet. Vestlandet begyndte ved grænsen til Telemark ved Rygjarbit. Især var kyststriben og skibsleden med rækken af små udhavne og fjordarme vigtige. Navnet Agder er ca. 1.500 år gammelt, og betyder noget tilsvarende det engelske edge (= kant), altså kanten på landet mot havet, ligesom Agde og Cap d'Agde på Frankrigs middelhavskyst.
Sørlandet er den sydligste landsdel i Norge. Om sommeren kommer lavtrykkene som regel ind over landet længere mod vest og nord. Beliggenheden ved kysten bringer relativt milde vintre, mens somrene heller ikke bliver altfor varme. Sørlandet er en populær landsdel om sommeren. Mange fra hovedstaden og fra nabofylket i vest, Rogaland, har fritidsejendomme i landsdelen.
Landsdelen Sørlandet dækker 16 435 kvadratkilometer, med til sammen 316.452 indbyggere (2023) fordelt på 30 kommuner. Dette gør også Sørlandet til norges mindste landsdel, med 5,7 % af befolkningen og 5,1 % af fastlandsarealet i Norge. Befolkningstætheden er 17,4/km².
Arendal (ladested fra 1500-tallet), Risør (ladested fra 1630) og Mandal (ladested fra 1632) er landsdelens ældste bysamfund, mens Kristiansand har været den vigtigste og største by siden den blev opprettet i 1641. Sørlandet har tilsammen ti byer.

## Historie
Sørlandet er Norges yngste landsdel, og fremkom som begreb kort tid efter Nord-Norge. Her kan der være en sammenhæng. Sprogligt passer "Sørlandet" godt til de andre norske landsdele. Vilhelm Krags forslag i Morgenbladet 16. mars 1902 gik ud på, at området fra Grenland til Boknafjorden skulle kaldes Sørlandet, gå ud af Vestlandet og blive en selvstændig landsdel. I sin kronik skrev Krag: "Men om de unge Mennesker kaldte sig Sørlændinger? Og om de kaldte sin Hjemstavn Sørlandet? Blev først Navnet brugt, og fik først Vanen slidt bort den uvante Smag, der altid hænger ved Ord, der laves og ikke laver sig selv, da vilde sikkerlig Navnet vise sig praktisk, og Sørlandet vilde ligesaalidt forvexles med Syden, som Østlandet nu forvexles med Østerland."
På den tid var Sørlandet ikke en selvstændig landsdel, men hørte til Vestlandet. Avisen Vestlandske Tidende udkom i Arendal, og jernbanen, som skulle gå fra Oslo via Kristiansand til Stavanger, skulle hedde Vestlandsbanen. Navnet "Sørlandet" dukkede første gang op som opslagsord i Illustrert Norsk Konversasjonsleksikon i 1913. Samme år vedtog Stortinget med 83 mod 40 stemmer at omdøbe den planlagte jernbanestrækning Oslo–Kongsberg–Kristiansand–Stavanger fra Vestlands- til Sørlandsbanen. Folk i Stavanger - som var endestop - var opbragte over det, og ville "afstaa den Ære der er os tiltænkt, at bli en Provins under den digterisk anløbne Skjærgaard, som Vilhelm Krag har døbt Sørlandet".

### Landsdel eller et lille fylke?
Det kan diskuteres, om et fylke med ca. 2,5 % af landets befolkning bør være en egen landsdel. Det vigtigste er måske, at der fandtes og fremdeles findes ambitioner om at gøre Kristiansand til landsdelshovedstad på linje med Bergen, Trondheim og Tromsø. Kongen i København - Christian 4. - har grundlagt byen, og for 100 år siden handlede det om at skabe et større opland for Kristiansand. Byen er i september 2006 blevet kritiseret for at være mest optaget af sig selv og for lidt af det distrikt, den burde tjene, hvis den vil være "Sørlandets hovedstad".

## Sørlandets byer
Regnet fra vest mod øst:
- Flekkefjord 9.860 indb. (2023. Bykernen præges fortsat af træhusbebyggelse fra tidligere tider.
- Farsund 9.216 indb. (2023). De vigtigste erhverv er i dag industri, turisme og landbrug.
- Lyngdal 3.492 indb. (2023) er en kommune og er Norges næst sydligste kommune.
- Mandal 15.600 indb. (2023) er kendt for sin lakseelv, som søfartsby, og for sin industri med skibsværft, produktion af bådmotorer og tekstiler. Byen er også kendt for sine kunstnere.
- Kristiansand 115.569 indb. (2023 er kendt som «sommerby», med stor tilstrømming af turister i sommermånederne. Specielt Dyreparken trækker mange tilrejsende.
- Lillesand
- Grimstad
- Arendal
- Tvedestrand
- Risør

## Kunstnere og fra Sørlandet
En del kunstmalere født i landsdelen kom stadig tilbage til naturen og lysforholdene, måske specielt i skærgården. Mest kendte som sørlandskunstner er Amaldus Nielsen fra Mandal. Hans Morgen i Ny-Hellesund hører til blandt de mest populære malerier fra «gullalderen» i norsk malerkunst. Hans noget ældre kollega Johan Martin Nielssen fra Kristiansand var den første som skildrede sørlandskysten i norsk kunsthistorie. Af nyere dato er kristiansanderen Kjell Nupen som har skildret sørlandsnaturen i karakteristiske nuancer af blåt.
Flere andre sørlandsforfattere har knyttet deres bøger til lokale myter, sagn og historiske hændelser. Henrik Ibsen startede sit forfatterskab som apotekerlærling i Grimstad, og han har gjort den stridbare og hårdt arbejdende sørlending udødelig gennem digtet «Terje Vigen».